# 용인시 갑
용인시 갑은 대한민국의 국회의원 선거구이다. 경기도 용인시의 일부 지역을 관할한다. 현직 국회의원은 더불어민주당의 이상식이다.

## 역사
대한민국 제19대 국회의원 선거를 앞두고 용인시 지역의 선거구가 개편되면서 신설되었다. 이에 따라 처인구 전 지역과 기흥구 마북동·동백동을 '용인시 갑' 선거구로 확정하였다. 
대한민국 제20대 국회의원 선거를 앞두고 실시된 선거구 개편 과정에서 기흥구 마북동·동백동이 신설되는 용인시 정 선거구로 편입되었다. 이에 20대 총선을 앞두고 용인시 처인구 전 지역만을 형성하였다.

## 관할 구역
| 대수  | 관할 구역                                       |
| ----- | ----------------------------------------------- |
| 19대  | 용인시 처인구 일원 용인시 기흥구 마북동, 동부동 |
| 20대~ | 용인시 처인구 일원                              |

## 역대 국회의원
| 선거   | 정당 | 정당         | 의원   |
| ------ | ---- | ------------ | ------ |
| 2012년 |      | 새누리당     | 이우현 |
| 2016년 |      | 새누리당     | 이우현 |
| 2020년 |      | 미래통합당   | 정찬민 |
| 2024년 |      | 더불어민주당 | 이상식 |

## 역대 선거 결과

### 대한민국 제19대 국회의원 선거
|  | 50.89% |

|  | 47.50% |

|  | 1.60% |

### 대한민국 제20대 국회의원 선거
|  | 44.93% |

|  | 36.29% |

|  | 18.77% |

### 대한민국 제21대 국회의원 선거
|  | 53.14% |

|  | 45.93% |

|  | 0.92% |

### 대한민국 제22대 국회의원 선거
|  | 50.22% |

|  | 43.83% |

|  | 3.21% |

|  | 2.73% |